# Кривий Брід
Кривий Брід — історична місцевість Житомира, колишнє передмістя.

## Розташування
Кривий Брід розташований у південно-східній частині Житомира, на березі річки Тетерів в межах Корольовського адміністративного району. Окрім річки Тетерів, що оточує Кривий Брід з півдня, зі сходу місцевість обмежена річкою Малою Путятинкою. Також до місцевості прилягають колишні передмістя Перша та Друга Смолянки, що разом із Кривим Бродом утворюють значну місцевість Смолянку. 
У межах колишнього передмістя Кривий Брід знаходяться вулиці Кривий Брід та Вінницька, а також п'ять провулків Кривий Брід та проїзд Кривий Брід. 

## Історичні відомості
Поселення почало формуватися у ХІХ ст. уздовж старих шляхів, що прямували з міста та зі Смолянки до скотопрогінного броду через річку Тетерів. Розташування поруч зі звистим бродом пояснює назву місцевості. Залишки шляху від Смолянки до скотопрогінного броду існують дотепер у вигляді Холодильного проїзду; залишком шляху до броду з міста є вулиця Кривий Брід. У передмісті існувала також площа Кривий Брід
За картографічними даними трьохверстовки, виконаної станом на 1867-1875рр., місцевість відома за назвою Слобода Кривий Брід.
За даними перепису населення 1897 р., передмістя Кривий Брід налічувало 418 осіб.
Передмістя показане на плані міста 1915 р. та зазначається в описі меж першої поліцейської дільниці міста.
У першій третині ХХ ст. передмістя увійшло до складу міста Житомира. 